# Hermann Zingerle
Hermann Zingerle (ur. 31 marca 1870 w Trydencie, zm. 25 kwietnia 1935 w Grazu) – austriacki lekarz, psychiatra i neurolog.

## Życiorys
Syn Antona Zingerle. Studiował medycynę na Uniwersytecie w Innsbrucku, studia ukończył w 1894, w 1895 roku został asystentem na Uniwersytecie w Grazu. W 1899 roku habilitował się w psychiatrii i neuropatologii. Profesor nadzwyczajny w latach 1909-1926. Związany też z kliniką neurologiczną Krankenhaus der Barmherzigen Brüder w Grazu.

## Dorobek naukowy
W 1913 roku opisał dwa przypadki zaburzeń psychiatrycznych, cytowane obecnie jako pierwszy opis jednostronnego zespołu zaniedbywania.
Około 1924 opisał zespół objawów psychopatologicznych, określany obecnie jako „automatoza Zingerlego” (ang. Zingerle′s automatosis) lub zespół Zingerlego. Wprowadzony przez niego niemiecki neologizm Automatose odnosił się do zespołu charakteryzującego się halucynacjami i złożonymi zaburzeniami motoryki. Eponim zespołu Zingerlego wprowadził Georges de Morsier.

## Wybrane prace
- Beiträge zur Klinik und pathologischen Anatomie der acuten Ophthalmoplegien[3]. (1897)
- Ueber die Bedeutung des Balkenmangels im menschlichen Grosshirne[4] (1898)
- Ueber Geistesstörungen im Greisenalter. Mitteilungen Des Vereines Der Aerzte in Steiermark 35, ss. 163-175 (1898)
- Ueber Geistesstörungen im Greisenalter. Jahrbücher für Psychiatrie und Neurologie 18, ss. 256-340. (1899)
- Ueber Geistesstörungen im Greisenalter. Medizinisch-chirurgisches Zentralblatt 34, ss. 97; 109 (1899)
- Ueber Erkrankungen der unteren Rückenmarksabschnitte, nebst einem Beitrage über den Verlauf der secundären Degenerationen im Rückenmarke. Jahrbücher für Psychiatrie und Neurologie (1899)
- Ein Fall von vasomotorischer Neurose, zugleich als Beitrag zur Kenntnis der nervösen Störungen im Klimakterium. Jahrbücher für Psychiatrie und Neurologie 19, ss. 342-352 (1900)
- Beitrag zur psychologischen Genese sexueller Perversitäten. Jahrbücher für Psychiatrie und Neurologie 19, ss. 353-366 (1900)
- Anton G, Zingerle H. Bau, Leistung und Erkrankung des Menschlichen Stirnhirnes. Festschrift der Grazer Universität für 1901, 1.Theil. Graz: Leuschner & Lubensky's, 1902, 190 ss., 30 tabl.
- Ueber Störungen der Anlage des Centralnervensystems, auf Grundlage der Untersuchung von Gehirn-Rückenmark-Missbildungen.[5] (1902)
- Ein Fall von umschriebener Störung im Oberflächenwachsthum des Gehirnes; ein Beitrag zur Kenntniss der Porencephalie[6]. (1902)
- Erwiderung auf den Aufsatz von Dr. O. von Leonowa-v. Lange: Zur pathologischen Entwickelung des Centralnervensystems[7] (1904)
- Über Parencephalia congenita. Zeitschrift fur Heilkunde 26, ss. 1-106 (1905)
- Ein Fall von umschriebener Störung im Oberflächenwachsthum des Gehirnes. Ein Beitrag zur Kenntniss der Porencephalie. Archiv für Psychiatrie und Nervenkrankheiten 36, 1 (1904)
- Untersuchung einer menschlichen Doppelmißbildung (Cephalothoracopag. monosymmetr.) mit besonderer Berücksichtigung des Centralnervensystems[8] (1907)
- Klinischer u. pathologisch-anatomischer Beitrag zur Kenntnis der lobären atrophischen Hirnsklerose[9] (1909)
- Zur pathologischen Anatomie der Dementia praecox[10]. 1910
- Die psychiatrischen Aufgaben des praktischen Arztes. Jena: G. Fischer, 1911
- Über transitorische Gesitesstörungen und deren foernsische Beurteilung. Juristisch Psychiatrische Grenzfragen 8, 7 (1912)
- Ueber Störungen der Wahrnehmung des eigenen Körpers bei organischen Gehirnerkrankungen[11]. (1913)
- Genaue Beschreibung eines Falles von beiderseitigem Kleinhirnmangel[12]. (1914)
- Über Latente Parese[13]. (1924)
- Über Stellreflexe und Automatische Lageänderungen des Körpers Beim Menschen[14] (1924)
- Weitere Untersuchungen über Automatose. J. Psychol. Neur. 31, ss. 400-18 (1924/25)
- Beitrag zur Kenntnis und Entstehung rhythmisch-iterierender Hyperkinesen im verlaufe organischer Gehirnerkrankungen[15]. (1925)
- Zur Symptomatologie des Delirium tremens. Mschr. Psychiat. 61, ss. 329-39 (1926)
- Klinische Studie über Haltungs- und Stellreflexe sowie andere automatische Körperbewegungen beim Menschen. III[16] (1926)
- Ueber eine Erkrankung des Jugendalters mit chronisch choreatischem Syndrom ohne Heredität und Geistesstörung[17]. (1927)
- Über Einen bei Gehirnkranken Künstlich Auslösbaren Pathologischen Schlafzustand[18]. (1932)
- Ueber eine typische Symptomgruppierung bei Erkrankung des Plexus lumbosacralis[19]. (1933)
- Automatosesyndrom bei linksseitiger Stirnhirnerkrankung[20]. (1933)
- Ausfalls-Syndrom der frontalen Brücken-Kleinhirnbahnen (Tractus fronto-pont. cerebellares)[21]. (1934)
- Über subcorticale Anfälle[22]. (1936)